# Zwegor
Zwegor (bułg. Звегор) – wieś w Bułgarii, w obwodzie Szumen, w gminie Chitrino. W 2024 roku liczyła 466 mieszkańców.